# Wenceslao Fernández Pérez
Wenceslao Fernández Pérez (Burgos, 2 de julio de 1834 - Valladolid, 7 de junio de 1890) fue un compositor y maestro de capilla español.

## Vida
Wenceslao Fernández Pérez nació en Burgos, el 2 de julio de 1834, donde ingresó en el coro de infantes de la capilla de música de la Catedral, estudiando con el maestro Reyero. Posteriormente completaría la formación en el Real Conservatorio de Madrid.
Su primer cargo fue en el magisterio de la Catedral de Ávila que ocupó entre 1863 y 1867. En 1866 se presentó a las oposiciones al magisterio de la Catedral de Santa María de Burgos. El maestro Francisco Reyero había fallecido en ese mismo año, dejando el cargo vacante en manos del organista segundo, Agapito Sancho, como interino. Se presentaron a las oposiciones, además de Wenceslao Fernández; Enrique Barrera, «natural de Valladolid», que advertía que no tenía la edad requerida por los edictos; Rafael Maneja; y Luis Tapia. El cargo sería entregado a Barrera con once votos, tras muchas dudas y consultas, y Fernández quedó segundo, con diez votos.
A finales de 1877 pasó a ocupar el magisterio de la Catedral de Santander, que había quedado vacante un año antes, tras el fallecimiento del maestro Bernardo Cartón. Consiguió el cargo por oposición y permaneció solo dos años.
En diciembre de 1877 fue nombrado maestro de capilla de la Catedral de Valladolid, vacante tras la partida de Juan Bautista Guzmán Martínez a la Catedral de Valencia. En Valladolid, además de encargarse de las tareas habituales de los maestros de capilla, es decir, componer la música de las fiestas de guardar, educar a los infantes del coro y dirigir la música de las celebraciones litúrgicas, «arregló del archivo de música catedralicio». El hecho está posiblemente relacionado con su ingreso el 17 de marzo de 1879 en la Academia de Bellas Artes de San Fernando como académico correspondiente. Entre las atribuciones de un académico correspondiente estaba la colaboración con la Comisión de Bibliotecas y Archivos de la Academia. En marzo de 1878 solicitaba permiso para eximirse de asistir al coro por las mañanas para encargarse del archivo musical de la catedral.
En Valladolid consiguió una canonjía, permaneciendo en el cargo hasta su fallecimiento, el 7 de junio de 1890.

## Obra
Se conservan numerosas obras de Hernández Pérez, en su mayoría de carácter religioso. Entre ellas, se conservan misas, motetes, villancicos y otras composiciones en romance, en general, a cuatro u ocho voces, con acompañamiento de violines, violas, contrabajo, flautas, fagot y órgano. Destacan el motete Gozos a San Emeterio y San Celedonio a 3 voces y con acompañamiento de violines, trompas, flautas y órgano, y la Misa a ocho voces para orquesta de cuerda, dos flautas, dos trompas y acompañamiento.